# Klementyna Krymko

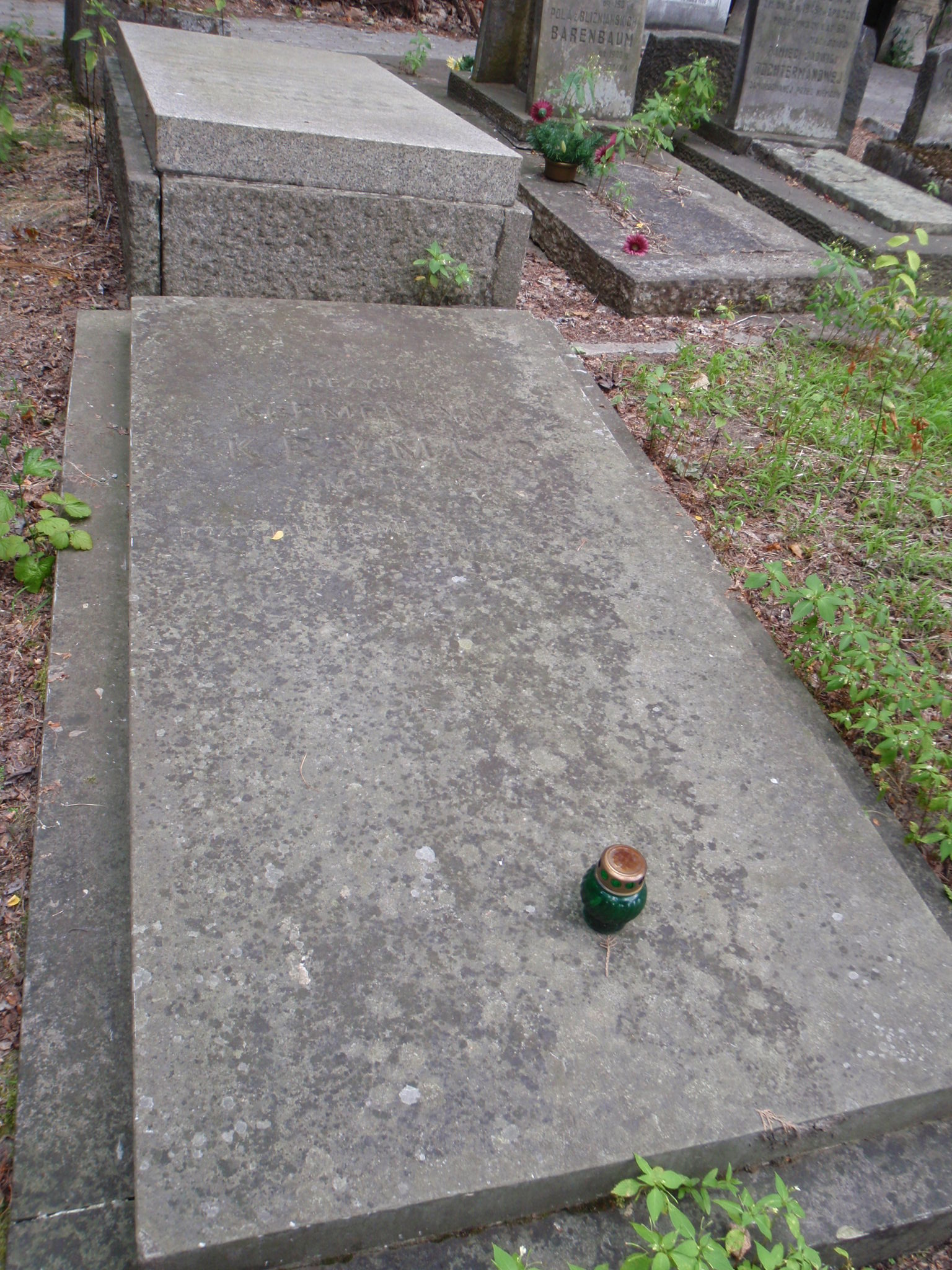
Grób Klementyny Krymko na cmentarzu żydowskim w Warszawie

Klementyna Krymko (ur. 12 stycznia 1909, zm. 14 września 2006 w Warszawie) – polska reżyser radiowej i teatralnej twórczości dla dzieci, żydowskiego pochodzenia, twórczyni Teatru Dzieci Warszawy.
Odznaczona Krzyżem Kawalerskim Orderu Odrodzenia Polski. Pochowana została 20 września 2006 na cmentarzu żydowskim przy ulicy Okopowej w Warszawie (kwatera 10).

## Reżyseria
| Teatr Dzieci Warszawy - 1948: Dużo śmiechu i zabawy w Teatrze Dzieci Warszawy - 1948: Budowali most - 1947: Kwiat ametystu - 1946: Pan Tom buduje dom | Teatr Nowej Warszawy - 1950: Zaczyna się Nowy Rok Teatr Ludowy w Warszawie - 1958: Baśń o Langu i Szuei |